# Palazzo Arrighi-Pucci
Palazzo Arrighi-Pucci è un edificio storico di Firenze, situato in via de' Pandolfini 12. Il palazzo appare nell'elenco redatto nel 1901 dalla Direzione Generale delle Antichità e Belle Arti, quale edificio monumentale da considerare patrimonio artistico nazionale.

## Storia e descrizione
L'edificio presenta una facciata di solenne disegno cinquecentesco, che si dispiega su ben cinque assi organizzati su tre piani, con mezzanini intermedi frutto di più tardi interventi. A destra, prossima alla proprietà già degli Alessandri, è una rotella con una testina di profilo, in riferimento alla testa di moro propria dell'arme della famiglia Pucci che possedette la casa a partire dal 1750, acquistandola dagli Arrighi ai quali apparteneva fin da tempi antichi.